# Peyu
 (mars 2024).
La mise en forme du texte ne suit pas les recommandations de Wikipédia : il faut le « wikifier ».
Les points d'amélioration suivants sont les cas les plus fréquents. Le détail des points à revoir est peut-être précisé sur la page de discussion.
- Les titres sont pré-formatés par le logiciel. Ils ne sont ni en capitales, ni en gras.
- Le texte ne doit pas être écrit en capitales (les noms de famille non plus), ni en gras, ni en italique, ni en « petit »…
- Le gras n'est utilisé que pour surligner le titre de l'article dans l'introduction, une seule fois.
- L'italique est rarement utilisé : mots en langue étrangère, titres d'œuvres, noms de bateaux, etc.
- Les citations ne sont pas en italique mais en corps de texte normal. Elles sont entourées par des guillemets français : « et ».
- Les listes à puces sont à éviter, des paragraphes rédigés étant largement préférés. Les tableaux sont à réserver à la présentation de données structurées (résultats, etc.).
- Les appels de note de bas de page (petits chiffres en exposant, introduits par l'outil «  Source ») sont à placer entre la fin de phrase et le point final[comme ça].
- Les liens internes (vers d'autres articles de Wikipédia) sont à choisir avec parcimonie. Créez des liens vers des articles approfondissant le sujet. Les termes génériques sans rapport avec le sujet sont à éviter, ainsi que les répétitions de liens vers un même terme.
- Les liens externes sont à placer uniquement dans une section « Liens externes », à la fin de l'article. Ces liens sont à choisir avec parcimonie suivant les règles définies. Si un lien sert de source à l'article, son insertion dans le texte est à faire par les notes de bas de page.
- La présentation des références doit suivre les conventions bibliographiques. Il est recommandé d'utiliser les modèles {{Ouvrage}}, {{Chapitre}}, {{Article}}, {{Lien web}} et/ou {{Bibliographie}}. Le mode d'édition visuel peut mettre en forme automatiquement les références.
- Insérer une infobox (cadre d'informations à droite) n'est pas obligatoire pour parachever la mise en page.

Pour une aide détaillée, merci de consulter Aide:Wikification.
Si vous pensez que ces points ont été résolus, vous pouvez retirer ce bandeau et améliorer la mise en forme d'un autre article.
Lluís Jutglar Calvés
Peyu (les Masies de Voltregà, 5 août 1986), de son vrai nom Lluís Jutglar Calvés, est un humoriste catalan connu pour ses apparitions à la radio, à la télévision et au théatre.

## Trajectoire
À l'âge de 16 ans, il crée avec Roger Codina son premier spectacle de théâtre comique intitulé : Kisca, kisca. Il a collabore ensuite à des programmes télévisés tels que Piscina comunitaria (2009) et Working (2009) sur Canal Català. Il commence sa carrière de radio dans El matí i la mare que el va parir sur, sur Fricandó matiner sur RAC 105 et à la Versió RAC 1 de Toni Clapés. Il collabore à d'autres programmes tels que La tribu (2014) ou El suplement de Catalunya Ràdio (2012-2013).
Lorsqu'il étudiait la communication audiovisuelle à l'Université autonome de Barcelone, il suivit un cours de doublage à l'Escola Superior d'Art Dramàtic Eòlia. Il double ainsi certains personnages en catalan, comme le roi Arthur dans Shrek III, et participe également au doublage d'Indiana Jones et le Royaume du Crâne de Cristal.
À la télévision, il joue un rôle de premier plan dans l'émission Alguna Pregunta Més? de la chaîne catalane TV3 dans une section dédiée à la mise en valeur de l'urbanisme du pays sous le titre : Ole Tú !. Grâce à cette expérience, il publie en 2015 son premier livre : Oletú, els millors nyaps urbanístics catalans edité par Ara Llibres, qui devient le deuxième livre non-fictionnel le plus vendu de la Sant Jordi 2015. Il collabore aussi en tant que comédien au programme Cómics Show présenté par Àngel Llàcer.
Après avoir travaillé comme collaborateur dans différents espaces, il finit par diriger l'un des siens, Natura sàvia. C'est dans ce programme, réalisé et produit par lui-même depuis le Corral de l'humour, sa société de production, que l'on retrouve sa patte la plus personnelle. En 2019, avec Jair Domínguez, il crée Bricoheroes, une parodie de programme de bricolage diffusée pour la première fois sur les chaînes numériques de TVC. Avec Domínguez lui-même et avec Neus Rossell, depuis 2020, ils présentent sur Catalunya Ràdio le programme satirique El bünquer, diffusé depuis un lieu inconnu du lundi au vendredi. Il a participé pendant plusieurs saisons en tant que contributeur à l'émission de TV3 Está Passant, offrant une vision comique des informations les plus improbables des régions.
L'un des gags les plus connus qu'il a réalisé dans Rac 105 est lorsqu'il a appelé la Garde civile pour signaler qu'il y avait une étoile accrochée au balcon de sa maison. Est également connue une autre vidéo où il compare l'Espagne à une maison de chapeaux qui s'intitule : La puta i la Ramoneta. Profitant de la polémique suscitée par les élections au Parlement de Catalogne en 2015, il réalise une vidéo s'adressant à Banc Sabadell qui est également devenue virale sur le Web.
Au théâtre, il crée et interprète différents spectacles humoristiques. Il se démarque de ses créations théâtrales par une dramaturgie et une mise en scène qui s'écartent des monologues comiques de stand-up d'autres comédiens. Peyu profite de chaque occasion lorsqu'il monte sur scène pour raconter une histoire. Plus que des monologues, ses créations sont des pièces humoristiques. Fin 2022, a lieu la première du spectacle L'Illusionniste.
En juin 2017, il s'essaie au cinéma avec le film Mil coses que faria per tu, réalisé par Dídac Cervera, où il tient un rôle de premier plan aux côtés de Peter Vives. .
Au-delà de son métier de comédien, il réunit deux de ses passions : le chèvre et le fromage. Toujours lié au monde rural, à la nature et aux animaux, il crée en 2018 la marque de fromage Les cabres d'en Peyu avec laquelle il commercialise deux types de fromages de chèvre que l'on retrouve dans différents établissements. La marque Les cabres d'en Peyu reverse une partie des bénéfices de chaque vente aux projets de l'Association Diversité Fonctionnelle d'Osona (Afgo).